# Gallifa
Gallifa es un municipio de la comarca del Vallés Occidental, en la provincia de Barcelona, comunidad autónoma de Cataluña, España.
Entre su patrimonio histórico-artístico se cuentan las iglesias románicas de San Pedro y San Félix y de Santa María del Castillo, así como los restos del castillo medieval sobre la montaña del Farell.

## Geografía
Situado en la parte NE de la comarca siendo el municipio de menor población de ella. Limita con la montaña de Sant Sadurní por el norte y el montículo del castell por el sur, situando el pueblo en un valle natural, dentro de la cuenca del río Besós. Limita al norte con Granera, Castelltersol y San Quirico Safaja, al oeste con San Lorenzo Savall, al sur con Caldas de Montbui y al este con San Felíu de Codinas.

## Historia
Hay constancia del pueblo desde hace más de mil años. Lo demuestran las cuatro ermitas románicas aún existentes, Sant Pere y Sant Feliu y de iglesia de Santa María del Castillo, así como los restos del castillo medieval sobre la montaña del Farell.

## Blasonado

### Escudo
Escudo losanjado: de oro, un gallo de gules. Por timbre una corona mural de pueblo.
Fue aprobado el 26 de octubre de 1987.
El gallo es el señal parlante tradicional referente al nombre del pueblo.

### Bandera
La bandera del municipio es apaisada, de proporciones dos de alto por tres de largo, de color amarillo con un gallo rojo centrado.

## Demografía
Gallifa cuenta con una población de 172 habitantes (INE 2024).
| Gráfica de evolución demográfica de Gallifa entre 1842 y 2021                                                         |
| |
| Población de derecho según los censos de población del INE. Población de hecho según los censos de población del INE. |

Está formado por una única entidad de población que contiene dos núcleos poblacionales. 

### Evolución demográfica
| 223                        | 200 | 122 | 84 | 216 |
| (Fuente: [cita requerida]) |     |     |    |     |

- Gráfico demográfico de Gallifa entre 1717 y 2006

1717-1981: población de hecho; 1990- : población de derecho

## Administración
| Periodo   | Nombre             | Partido                                   |
| --------- | ------------------ | ----------------------------------------- |
| 1999-2003 | Toni Navarro       |                                           |
| 2003-2007 | Joan Tuñí Hervy    | Unitat Local - Acord Municipal            |
| 2007-2011 | Joan Tuñí Hervy    | Unitat Local - Acord Municipal            |
| 2011-2015 | Jordi Fornas       | Solidaritat Catalana per la Independència |
| 2015-2019 | Mateu de Sobregrau | Convergència Democràtica de Catalunya     |